# 1-es busz (Dunaújváros)
A dunaújvárosi 1-es jelzésű autóbusz a város egyik tipikus hurokjárata volt. Az Autóbusz-állomásról indult, majd a Közgazdasági Szakközépiskola, valamint a Domanovszky tér érintésével tért vissza a végállomásra, eközben érintette a legforgalmasabb megállóhelyeket, köztük a Dózsa Mozit, amely egyben valamennyi helyközi és távolsági autóbuszjárat végállomása. A viszonylatot az Alba Volán üzemeltette.
A buszok járatsűrűsége 30 perc volt, azonban munkanapokon csak 06.35 és 10.05, valamint 13.05 és 16.35 között, míg szabadnapokon 06.35 és 11.05 között közlekedett. Munkaszüneti napokon és ünnepnapokon nem járt.
A hurokjárat menetideje 16 perc volt. Az autóbuszok az Autóbusz-állomás – Vasmű út – Római körút – Vasmű út – Autóbusz-állomás útvonalon közlekedtek.